# MP 89
De MP 89 is een bandenmetro die dienstdoet in de Franse hoofdstad Parijs. De treinen zijn gebouwd door GEC Alsthom, naar een ontwerp van Roger Tallon.
De twee varianten van de MP 89-serie doen dienst op metrolijnen 4 (automatisch; conduite automatique, CA) en 6 (handmatig; conduite conducteur, CC). Eerder reden de MP 89 CA en CC op lijnen 14 en 1, respectievelijk. De letters MP verwijzen naar métro sur pneumatiques (metro op banden).
De MP 89 en MP 05 behoren beide tot de Alstom Metropolis-serie. Anders dan de oudere metro's worden de deuren automatisch geopend en zijn er dus geen deurknoppen.

## Metrolijn 1
De MP 89 CC deed tussen maart 1997 en april 2013 dienst op de drukke lijn 1. Het materieel volgde de oude MP 59-serie op die eerder dienstdeed op deze lijn. De MP 89 CC wordt bediend door een metrobestuurder. Deze treinen zijn tussen november 2011 en april 2013 vervangen door de volautomatische MP 05 waardoor het vrijgekomen MP 89-materieel naar lijn 4 verhuisde.
Op hun beurt werden de MP 59-treinen van lijn 4 naar lijn 11 verplaatst.

## Metrolijn 4

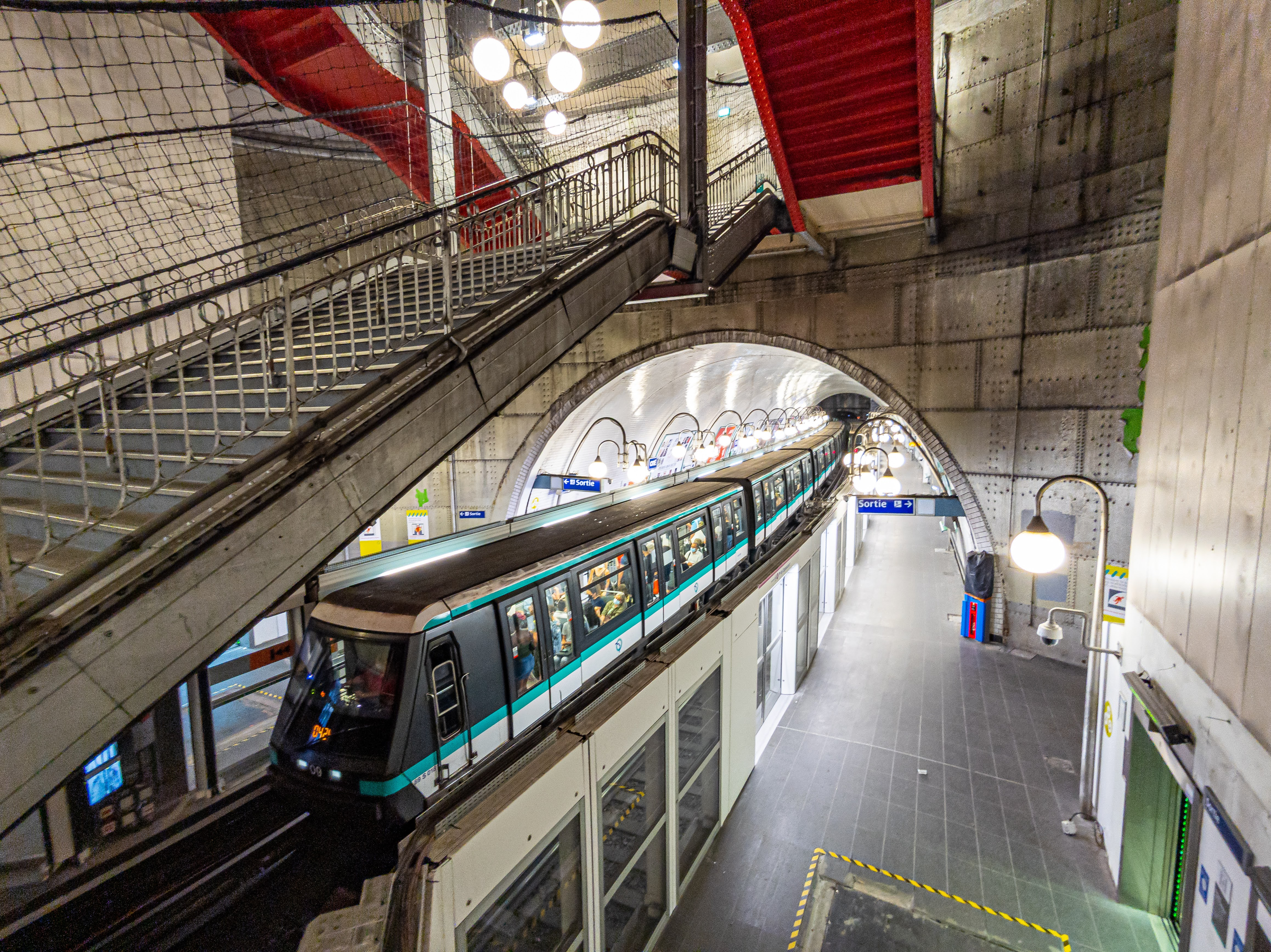
MP 89 op station Cité

De MP 89 CC deed vanaf mei 2011 dienst op metrolijn 4. Vanaf december 2012 werden alle ritten op de lijn door de MP 89 gereden. In december 2023 vertrokken de laatste MP 89 CC van lijn 4 met de volle automatisering van de lijn. MP 89 CA-treinstellen doen sindsdien dienst op de lijn, samen met MP 05- en MP 14-treinstellen.

## Metrolijn 6
Sinds januari 2023 vervangen de MP 89 CC-treinstellen die eerder op lijn 4 reden geleidelijk de MP 73 op lijn 6.

## Metrolijn 14
De MP 89 CA deed vanaf oktober 1998 dienst op lijn 14 en reed daar volautomatisch, zonder behulp van een metrobestuurder. In maart 2023 vertrok de laatste MP 89 CA van de lijn naar lijn 4, met de indienststelling van de nieuwe, langere MP 14.

## Andere steden
Sinds oktober 2008 rijdt de CA-variant op de M2-lijn van de metro van Lausanne in Zwitserland. In de plaats van zes-wagen metrotreinen, zoals in Parijs, worden twee-wagenstellen ingezet. De MP 89 rijdt ook in de metro van Santiago, in een blauw kleurenschema.
Banden: MP 59 · MP 73 · MP 89 · MP 05 · MP 14      Staal: MF 67 · MF 77 · MF 88 · MF 01 · MF 19 (toekomstig)